# Hieracium gaudryi
Hieracium gaudryi là một loài thực vật có hoa trong họ Cúc. Loài này được Boiss. & Orph mô tả khoa học đầu tiên năm 1856.